# Norwegischer Fußballpokal der Männer 1913
Der norwegische Fußballpokal 1913 (kurz auch NM-Cup 1913 genannt) war die zwölfte Austragung des Fußballpokalwettbewerbs der Männer. Pokalsieger wurde Odds BK. Das Team setzte sich im Finale gegen Titelverteidiger SFK Mercantile Oslo durch.

## Qualifikation
| Datum      |              | Ergebnis |              |
| ---------- | ------------ | -------- | ------------ |
| 14.09.1913 | FK Lyn       | 0:7      | FK Kvik      |
|            | Stavanger IF | 6:4      | Brann Bergen |

## 1. Runde
| Datum      |                     | Ergebnis |                  |
| ---------- | ------------------- | -------- | ---------------- |
| 21.09.1913 | SFK Mercantile Oslo | 8:0      | SK Brage         |
|            | Stavanger IF        | 2:5      | Odds BK          |
|            | FK Ørn Horten       | w. o.    | IK Grane Arendal |
|            | FK Kvik             | Freilos  |                  |

## Halbfinale
| Datum      |                     | Ergebnis  |         |
| ---------- | ------------------- | --------- | ------- |
| 29.09.1913 | SFK Mercantile Oslo | 2:1 n. V. | FK Kvik |
|            | FK Ørn Horten       | 0:3       | Odds BK |

## Finale
| Odds BK                                       | Odds BK | SFK Mercantile Oslo | SFK Mercantile Oslo |
| --------------------------------------------- | --- | --- | ------------------- |
| Odds BK                                       | \| Finale \| \| 12. Oktober 1913 in Porsgrunn (Urædd-Stadion) \| \| Ergebnis: 2:1 (2:1) \| \| Zuschauer: 10.000 \| \| Schiedsrichter: Ruben Gelford ( Schweden) \| \| Spielbericht \| | \| Finale \| \| 12. Oktober 1913 in Porsgrunn (Urædd-Stadion) \| \| Ergebnis: 2:1 (2:1) \| \| Zuschauer: 10.000 \| \| Schiedsrichter: Ruben Gelford ( Schweden) \| \| Spielbericht \|           | SFK Mercantile Oslo |
| Odds BK                                       | Ingolf Pedersen – Otto Aulie, Per Skou – Bjarne Gulbrandsen, Peder Henriksen, Thoralf Grubbe – Henry Reinholdt, Sverre Andersen, Per Haraldsen, Rolf Haakonsen, Jonas Aas             | Sverre Lie – Harald Schreiner, Charles Herlofsen – Thomas Hesselberg Berntzen, Harald Johansen, H. Fredrik Holmsen – Rolf Aass, Kaare Engebretsen, Hans Endrerud, Olaf Iversen, Eystein Holmsen | SFK Mercantile Oslo |
| Odds BK                                       | 1:0 Rolf Haakonsen (32.) 2:0 Jonas Aas (37.) | 2:1 Olaf Iversen (42.) | SFK Mercantile Oslo |
| Finale                                        | | |                     |
| 12. Oktober 1913 in Porsgrunn (Urædd-Stadion) | | |                     |
| Ergebnis: 2:1 (2:1)                           | | |                     |
| Zuschauer: 10.000                             | | |                     |
| Schiedsrichter: Ruben Gelford ( Schweden)     | | |                     |
| Spielbericht                                  | | |                     |